# Patrick Bernard Delany
Patrick Bernard Delany (County Kings, 1845 — data de morte não conhecida) foi um engenheiro e inventor estadunidense.